# Lystbåd
En lystbåd er et fartøj, der bruges til rekreative formål, fortrinsvis til mindre grupper af personer. De største luksusyachter kan være helt op til 160 m, men også langt mindre fartøjer kan bruges som lystbåde. Lystbåde anvendes til lystsejlads, dvs. kapsejlads og tursejlads.
Ejerne er ofte medlemmer af en sejlklub og har plads til båden i en lystbådehavn.

## Historie
Lystbåde bygges i egnede materialer, så som træ, glasfiber (plast), aluminium og cement. De første lystbåde var bygget som unika og tilhørte velhavende mennesker. Den amerikanske skonnert "America" fra New York Yacht Club er en legende. Den var konstrueret radikalt anderledes end andre både hvad angår skrog og rig, og den sejlede mod og vandt over dens engelske konkurrenter i 1851, hvorefter den lagde navn til "America's Cup".
Nu er hovedparten af lystbåde bygget som typebåde og der findes både i alle prisklasser.

## Sejlbåde
Der findes nu et stort udvalg af typebåde bygget som sejlbåde, f.eks:
- Nordisk Folkebåd fra 1942 blev konstrueret efter en konkurrence med formålet at skabe en båd der var sødygtig, egnet til langtur og kapsejlads, billig og nem at bygge. Den er langkølet og forsynet med én mast med bermudarig.
- Spidsgattere blev konstrueret i træ i samme periode som folkebåd.
- Knarr og Drage er klassiske sejlbåde fra samme periode som folkebåd.
- Maxi er en svensk serie af typebåde konstrueret af Pelle Petterson og bygget i glasfiber fra årene ca. 1970 til i dag.

Sejlbåde kan have påhængsmotor eller indenbordsmotor, men er bygget til at sejle for sejl uden motor.

## Motorbåde
Motorbåde har ikke sejl og sejler udelukkende for motor. Besværet med mast og sejl undgås, og skroget kan udformes til høj fart uden vægt i kølen. Det giver mulighed for stor plads i sammenligning med en sejlbåd.
Der findes hybrider der kaldes motorsejlere.

## Tømmerflåder
Gør det selv – byg en tømmerflåde. Enklere kan det ikke gøres. Tømmerflåder er især velegnede til at sejle ned ad en å eller flod.